# Heinrich XXX. (Reuß-Gera)

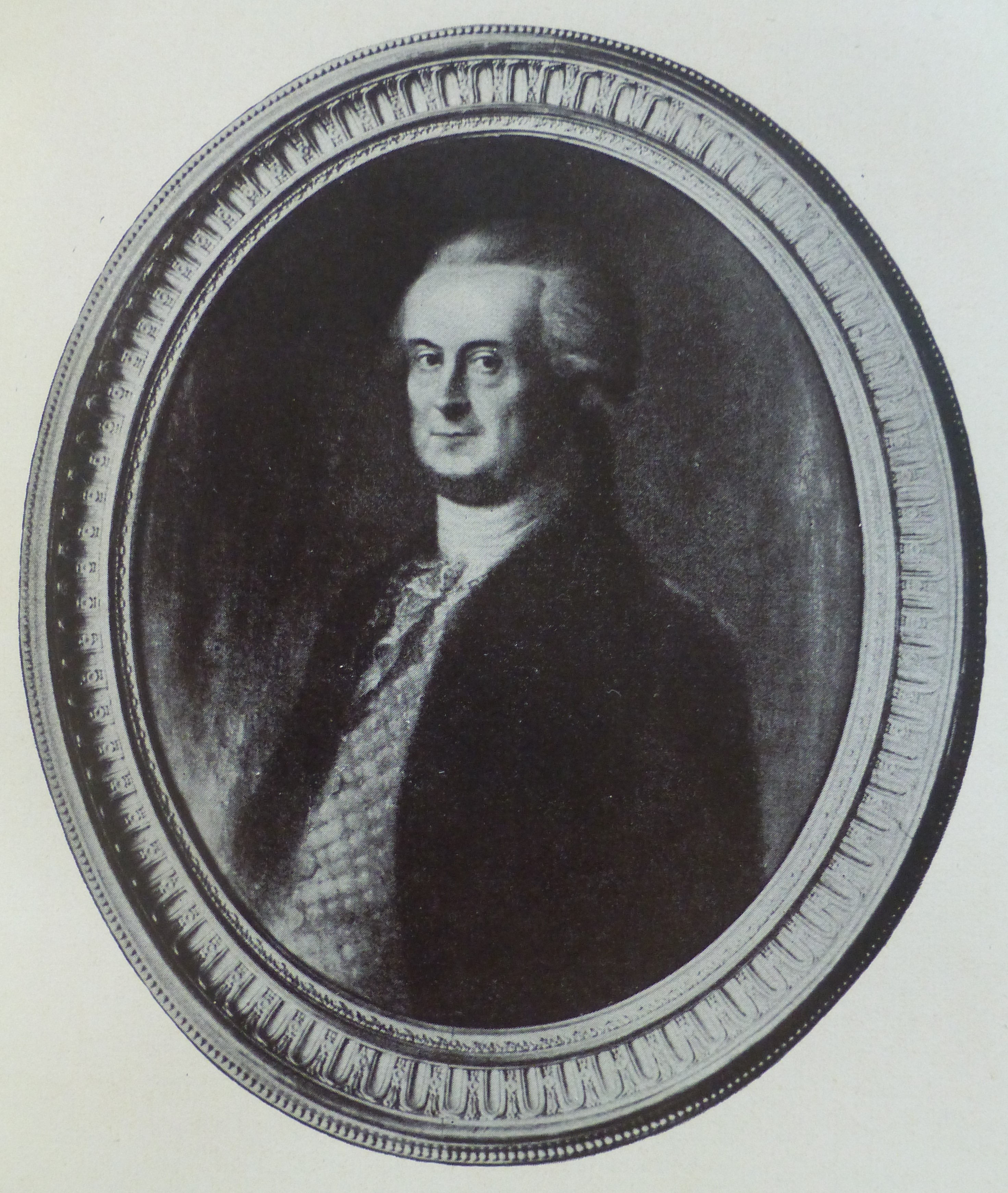
Heinrich XXX., Graf Reuß zu Gera, Porträt von Christian Leberecht Vogel

Heinrich XXX. (* 24. April 1727 in Gera; † 26. April 1802 ebenda) regierte von 1748 bis 1802 als Graf Reuß zu Gera. Die gräfliche Familie gehörte  einem Zweig von Reuß jüngerer Linie an.

## Leben
Heinrich XXX. war der letzte Vertreter der Grafen Reuß zu Gera und einziger Sohn des Grafen Heinrich XXV. (1681–1748) aus dessen zweiter Ehe mit Pfalzgräfin Sophie Marie von Birkenfeld-Gelnhausen.
Am Beginn seiner Regierungszeit ließ Heinrich XXX. westlich des Wasserschlosses Tinz, der 1748 vollendeten Sommerresidenz des Hauses Reuß-Gera, einen Landschaftspark im französischen Stil mit ausgedehnten Wasserflächen, Gartenquartieren und einer Eremitage anlegen.
Während der Zeit des Siebenjährigen Krieges von 1756 bis 1763 wurde die Stadt Gera mehrfach gebrandschatzt und von preußischen Soldaten besetzt. Zudem verlangte Preußen von der reußischen Grafschaft Kriegskontributionen in Höhe von mehreren zehntausend Reichstalern, weil unter anderem geforderte Soldatenkontingente nicht gestellt werden konnten. Nach Kriegsende sprach sich Heinrich XXX. für die Einführung des Wiener Konventionsfußes in den reußischen Ländern aus, um die vielen im Umlauf befindlichen Geldstücke abzuwerten und die Prägung neuer Münzen zur Stabilisierung der Währungsverhältnisse zu ermöglichen.

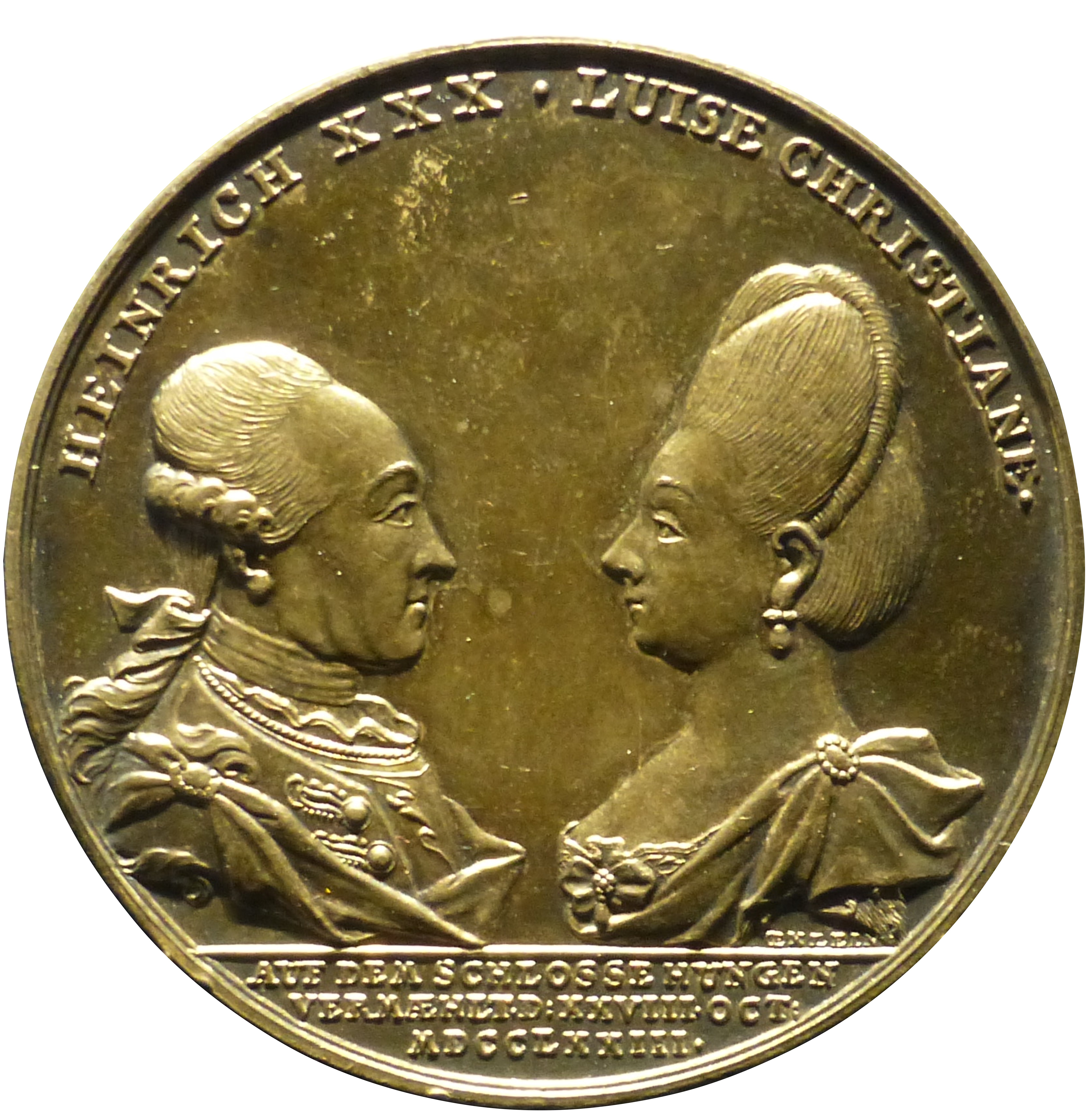
Johann Leonhard Oexlein: Medaille anlässlich der Vermählung von Graf Heinrich XXX. und der Gräfin Luise Christiane am 28. Oktober 1773 in Hungen

Heinrich XXX. heiratete am 28. Oktober 1773 auf Schloss Hungen seine Cousine, die Pfalzgräfin Luise Christiane von Birkenfeld-Gelnhausen, Prinzessin in Bayern (1748–1829). Aus der Ehe gingen keine Kinder hervor, so dass mit dem Tod von Heinrich XXX. der Zweig der Herren und Grafen Reuß zu Gera im Mannesstamm erlosch. Die Grafschaft wurde zwischen den Zweigen Reuß-Schleiz, Reuß-Lobenstein und Reuß-Ebersdorf besitzrechtlich aufgeteilt und gemeinsam verwaltet.
Heinrich ordnete die Wiedereinführung mittelalterlicher Strafen an und versuchte, die Grafschaft im absolutistischen Stil zu regieren. Dabei stieß er auf den Widerstand der vereinigten Ritter- und Landschaften. Als Heinrich eine Steuererhöhung verordnete, um den Wiederaufbau nach den Verwüstungen des Siebenjährigen Krieges zu finanzieren, widersprachen die Vertreter des Adels und der Städte. Denn damit verletze der Graf das Vorrecht der Landstände, dass ohne ihre Bewilligung keine außerordentlichen Steuer erhoben werden durften. 1772 klagten sie vor dem Reichskammergericht in Wetzlar, das ihnen 1779 in einem Rezess Recht gab. Graf Heinrich XXX. musste sich beugen.
Eine harte Bewährungsprobe für Heinrich XXX. war der große Stadtbrand von Gera, der am 18. September 1780 ausbrach und die gesamte Altstadt und Teile der Vorstadt verwüstete. Auch die beiden Stadtkirchen Sankt Salvator und Sankt Johannis mit der alten Familiengruft der Geraer Reußen fielen den Flammen zum Opfer. Heinrich ließ den 4300 Gulden teuren Wiederaufbau der Salvatorkirche in Auftrag geben, die nach nur zehnmonatiger Bauzeit am 25. Dezember 1782 wiedergeweiht werden konnte.

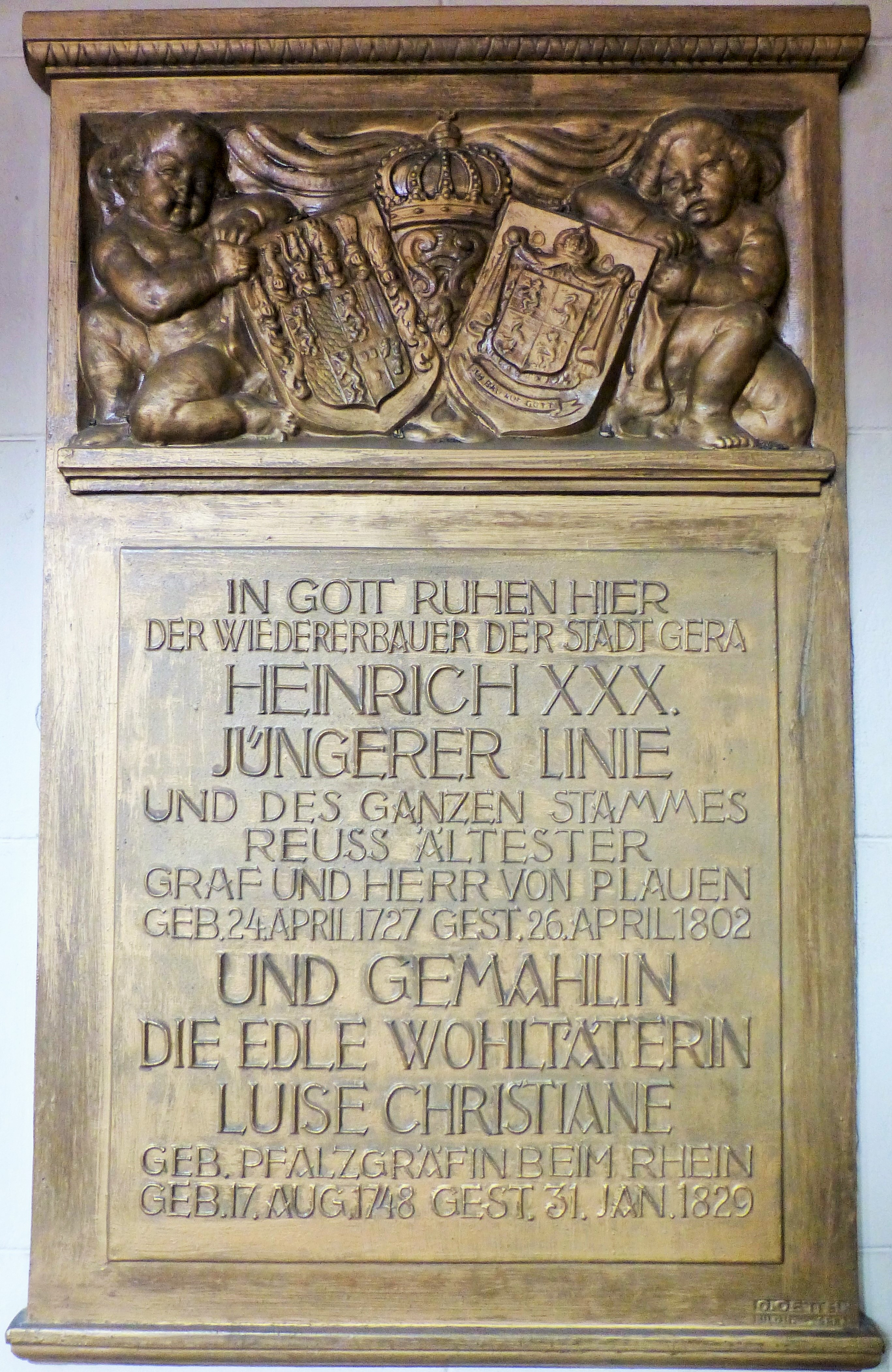
Gedenktafel von Carl Wetzel zum Gedächtnis an Heinrich XXX., Graf Reuß zu Gera und seine Gemahlin Luise Christiane in der Stadtkirche Sankt Salvator zu Gera

Heinrich XXX. wurde am 5. Mai 1802 in der Salvatorkirche in Gera beigesetzt.